# Comté d'Arthur (Nebraska)
Le comté d'Arthur est un comté situé dans l'État du Nebraska, aux États-Unis. En 2020, sa population est de 434 habitants. Son siège est Arthur.

## À noter
Il s’agit du comté le moins peuplé de l’État.